# George Brunies

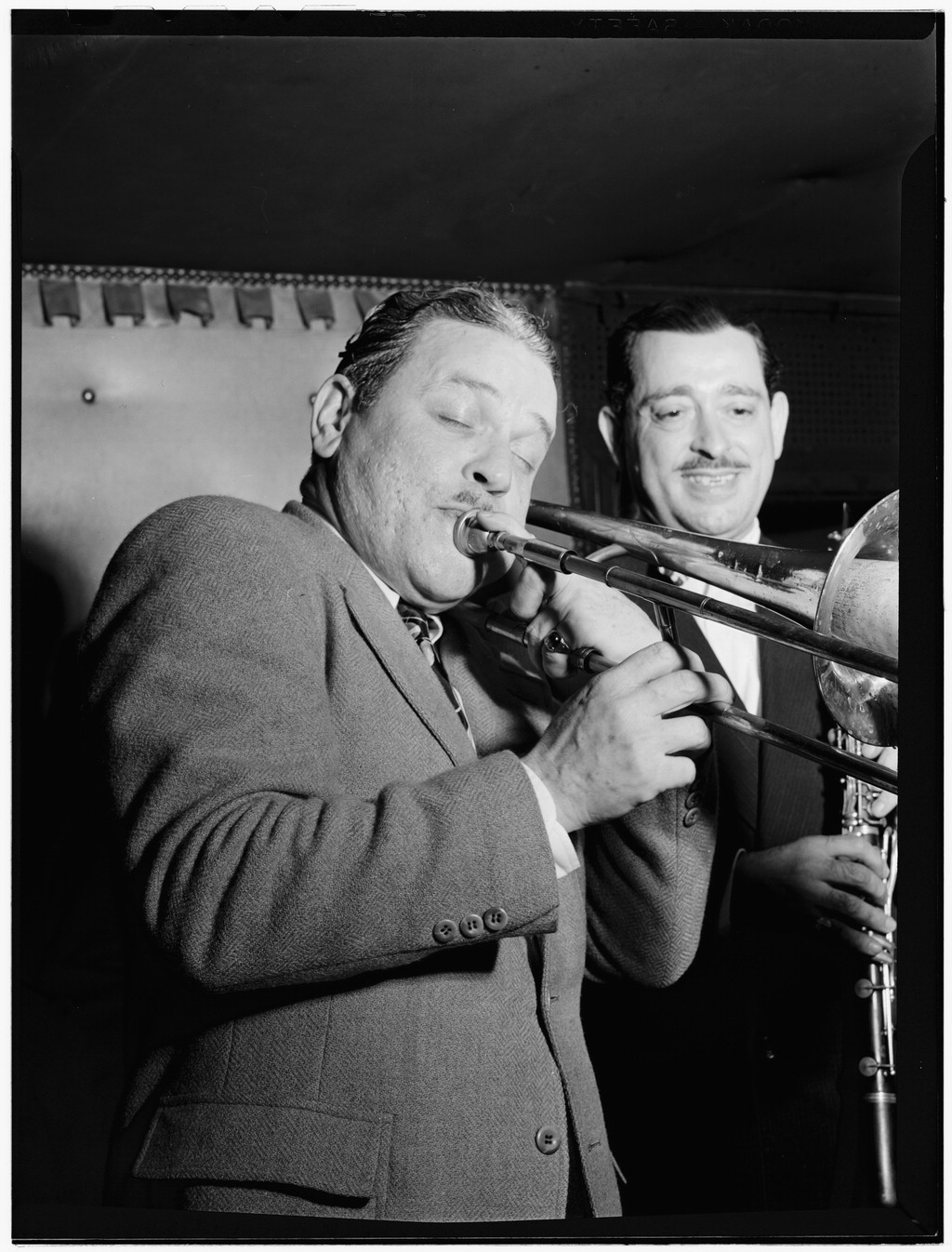
George Brunis und Tony Parenti, Jimmy Ryan’s (Club), New York, ca. August 1946. Foto: Gottlieb

George Clarence Brunies, der sich in den 1960er Jahren George Brunis nannte, (* 6. Februar 1902 in New Orleans; † 19. November 1974 in Chicago) war ein US-amerikanischer Jazz-Posaunist des frühen Jazz (New Orleans-, Chicago-Stil).

## Leben und Wirken
Brunies wurde in eine musikalische Familie geboren, er spielte schon früh in der Familienband seines Vaters mit seinen Brüdern Henry „Henny“ Brunies (1891–1932), Merritt (1895–1973, Kornett, Posaune, Band-Leader), Richard und Albert („Abbie“, 1900–1978, Kornett, Band-Leader), die ebenfalls Musiker wurden. Mit 8 Jahren spielte er Althorn in Papa Jack Laine´s Band, wechselte aber einige Jahre später zur Posaune. Zwar lernte er nie das Noten-Lesen, griff aber Stücke nach Gehör sehr schnell auf. Er spielte in zahlreichen Bands in New Orleans (so in der von Laine´s Sohn Alfred „Baby“ Laine und im Halfway House Orchestra seines Bruders Abbie) und auf den Raddampfern des Mississippi River, bevor er 1921 nach Chicago ging, wo er schon 1919 ein kurzes Engagement mit der Band von Ragbaby Stevens hatte. Mit Freunden aus New Orleans wie dem Kornettisten Paul Mares und dem Klarinettisten Leon Roppolo spielte er in den späteren New Orleans Rhythm Kings, damals noch die Hausband im Friar’s Inn („Friars Society Orchestra“).
Technisch war er so gut, dass er aus den häufigen „Battle of Bands“ meist als Sieger hervorging. Sein Tailgate-Spiel wurde häufig kopiert (z. B. sein Solo im „Tin roof blues“). Mit den New Orleans Rhythm Kings spielte er bis zu ihrer Auflösung 1924 und schloss sich dann bis 1934 der Band des Entertainers und Klarinettisten Ted Lewis an. Nach kurzer Zeit in der Band von Louis Prima spielte er bis 1938 regelmäßig im New Yorker Jazzclub Nick´s. 1939 schloss er sich der Band von Muggsy Spanier an, mit dem er zu dieser Zeit auch bekannte Aufnahmen machte, kehrte aber ein Jahr später wieder ins Nick´s zurück, wo er bis 1946 auftrat. Danach arbeitete er für Eddie Condon, bevor er 1949 nach Chicago zurückkehrte, um eine eigene Band zu leiten. 1959 nahm er am Playboy Jazz Festival teil.

## Die Brunies Familie
Der Großvater von George Brunies, Richard Brunies (* 1832), wanderte 1858 aus der Schweiz über Bremerhaven nach New Orleans aus, mit nicht viel mehr als seiner Geige im Gepäck. 1860 heiratete er in New Orleans die deutschstämmige Sophie Weser, mit der er mehrere Kinder hatte, darunter Richard Henry Brunies, den Vater von George Brunies. Dieser heiratete die deutschstämmige Elizabeth Lotz, mit der er sieben Kinder hatte. Die Mutter spielte Klavier, der Vater Geige. Neben den bereits erwähnten George, Merritt, Henry und Abbie waren dies eine Tochter Data (geboren um 1887, sie spielte Gitarre), Rudolph „Rudy“ Brunies (1886–1957), der Bass spielte, und Richard „Iron Lip“ Brunies (Rich Brunies, 1889–1960), der Trompete spielte. Außer Rudy (der hauptberuflich Bierbrauer war) und Data, die nur in der Familienband spielten, wurden sie alle in New Orleans bekannte Jazzmusiker. Die Familie wohnte in einer wohlhabenden Gegend, dem Irish Channel (mit vielen europäischen Einwanderern), der auf der anderen Seite der Canal Street gegenüber dem French Quarter lag. Die Kinder spielten in einer Familienband und wurden von dem Freund der Familie Papa Jack Laine unterrichtet. Der Vater nahm die Jungen häufig mit um als Straßenmusiker auf den French Market zu spielen. Hauptberuflich hatten sie einen Konditorladen und gleichzeitig eine Brauerei (beides 1888 bis etwa 1900 im selben Haus).